# Фиошина, Марина Александровна
Фио́шина Мари́на Алекса́ндровна (23 ноября 1923 года, Москва — 14 марта 2002 года, Москва) ― преподаватель и профессор кафедры химии и технологии высокомолекулярных соединений РХТУ им. Д. И. Менделеева (1976—2002).

## Биография
Марина Александровна Фиошина родилась в Москве 23 ноября 1923 года. Ёе родители, родом из деревни, были простыми людьми и честными тружениками; они получили трехклассное образование в церковно-приходской школе. Марина Александровна окончила среднюю школу в 1941 году. Она окончила школу с отличием, и без экзаменов была принята на химический факультет инженерно-экономического института.
В 1942 году в Москве открылся филиал института им. Д. И. Менделеева (основной состав находился в г. Коканде), и она стала студенткой. При определении специальности, без малейшего сомнения выбрала технологию производства порохов. Учеба сопровождалась постоянными хозяйственными работами, в частности, заготовкой дров для города. Для этого студенты выезжали на несколько месяцев в Конаковский леспромхоз Калининской области, где валили и пилили деревья. Кроме того, в Москве они постоянно разгружали товарные вагоны и баржи.
В декабре 1945 года М. А. Фиошина была направлена как лектор ЦК ВЛКСМ в Ровенскую область Западной Украины для оказания помощи местным комсомольским организациям в проведении агитационно-пропагандистской работы в период выборной кампании в Верховный Совет СССР. Работать приходилось в очень сложных и опасных условиях, так как там активно действовали банды украинских националистов. Она почти два месяца выступала в различных районах области с докладами о выборной системе и международном положении, а также отвечала на многочисленные вопросы. С работой справилась и благополучно вернулась в Москву, хотя этого могло и не быть.
За свою трудовую деятельность в период военного времени Марина Александровна была награждена медалью «За доблестный труд в Великой Отечественной войне 1941—1945 гг.».
После окончания института в июне 1947 года и получения диплома с отличием Марина Александровна была оставлена в аспирантуре, и вторично в 1949 году выезжала в Германию на тот же завод, уже в качестве руководителя группы студентов и одновременно была переводчиком. Эти поездки были для нее хорошей практической школой .
До сдачи экзаменов в аспирантуру в ноябре 1947 года работала инженером во Всесоюзном научно-исследовательском институте горючих ископаемых, где приобрела очень полезные навыки.
Тема её диссертации была продолжением дипломной работы. Она занималась нитрованием непредельных углеводородов в целях получения добавок к жидким топливам. Её научным руководителем был член-корреспондент АН СССР, лауреат Государственной премии А. Д. Петров, выдающийся специалист в области органического синтеза углеводородов, входящих в состав жидких топлив.
Тема была закрытой, поэтому защита в декабре 1950 года происходила на ученом совете спецфакультета; в состав совета входили профессора К. К. Андреев, А. С. Бакаев, А. Г. Горст (он был её оппонентом) и другие крупные ученые, в том числе специалисты по теории и практике процессов нитрования. По окончании защиты к ней подошел А. С. Бакаев и предложил работать у него ассистентом. Он организовал в 1935 году кафедру технологии порохов и был ее заведующим до 1937 года, а после перерыва вернулся на кафедру уже в 1949 году и возглавлял ее до 1973 года. В январе 1951 года Марина Александровна оказалась на этой кафедре. Работать приходилось много, так как она должна была доучиваться пороходелию и одновременно учить студентов.
За весь период работы Марина Александровна подготовила и прочитала курсы лекций по технологии целлюлозы и нитроцеллюлозы, пироксилиновых, баллиститных, сферических и дымных порохов, смесевых твердых топлив и сгорающих гильз. Её отмечали на Доске почета среди лучших лекторов института.
В 1956 году стала доцентом кафедры технологии порохов.
Изучение и направленное регулирование реологических свойств пороховой массы и ФМХ различных порохов и твердых ракетных топлив способствовали дальнейшему развитию теоретических основ пороходелия, а также внесли определенный вклад в практику производства. Эти исследования были темой докторской диссертации М. А. Фиошиной, которую она защитила в 1973 году. В 1976 году уже стала профессором кафедры.
Основные же исследования в области СТТ проводились совместно с Т. В. Лотменцевой, Н. И. Михалевой и Н. Н. Ильичевой. Они были посвящены, главным образом, изучению и направленному регулированию реологических свойств ТМ, структуры граничных слоев вулканизатов и прочности адгезионного шва на границе раздела вулканизат — ПХА, октоген и других наполнителей применительно к СТТ. Это позволило внести определенный вклад в оптимизацию составов этих топлив, предназначенных для стратегических ракет. За эти работы Марина Александровна в составе авторского коллектива разработчиков получила в 1984 году Государственную премию СССР.
Под её руководством и со-руководством защищено 15 кандидатских диссертаций. Некоторые ученики стали доцентами кафедры: Б. А. Пономарев, Д. Л. Русин, А. В. Васин; старшими научными сотрудниками: Т. В. Лотменцева и Н. И. Михалева. Все они — энтузиасты пороходелия, творчески мыслящие, активные работники и просто очень хорошие люди, с которыми приятно сотрудничать.
Список научных работ М. А. Фиошиной включает 292 наименования, в том числе 3 книги по технологии пироксилиновых порохов и смесевых твердых топлив и в соавторстве с Д. Л. Русиным «Основы химии и технологии порохов и твердых ракетных топлив», 8 учебных пособий, последнее из которых -«Вклад Д. И. Менделеева в химию и технологию порохов» — опубликовано в 1999 году. Ею получено 28 авторских свидетельств.
Несколько слов о семье Марины Александ-ровны: её муж, М.Я. Фиошин, профессор, заслуженный деятель науки и техники, был заведующим кафедрой электрохимии и деканом неорганического факультета в МХТИ им. Д.И. Менделеева. К глубокой скорби, он рано ушел из жизни (в 1985 году) в возрасте 58 лет. Сын Марины Александровны - Михаил работал доцентом в Менделеевском университете, а внучки двойняшки Вера и Надежда -продолжали традицию семьи. Они выпускницы этого же вуза. Внук Александр выпускник МГТУ им. Баумана. Жена сына Наталья выпускница МХТИ, работала инженером-электрохимиком, социальным работником.

## Сочинения
1. Технология пироксилиновых порохов. М., 1971 (совм. с Н.Г. Лавреновым).
2. Технология СТТ. М., 1974.
3. Введение в реологию полимерных материалов. М.: МХТИ им. Д.И. Менделеева, 1981 (совм. с Д.Л. Русиным).
4. Вклад Д.И. Менделеева в химию и технологию порохов. М.: МХТИ им. Д.И Менделеева, 1999.
5. Основы химии и технологии порохов и твердых ракетных топлив: учеб. пособие. М.: МХТИ им. Д.И. Менделеева, 2001 (изд. 2-е, 2004; совм. с Д.Л. Русиным).